# Givira rufiflava
Givira rufiflava is een vlinder uit de familie van de Houtboorders (Cossidae). De wetenschappelijke naam van de soort is voor het eerst gepubliceerd in 1917 door Paul Dognin.
De soort komt voor in Frans-Guyana.